# Зверев, Александр Дмитриевич
Александр Дмитриевич Зверев (1911—1986) — советский военный и государственный деятель, начальник 4-го Главного управления (организация работ по развитию промышленности для производства обогащенного урана, плутония, а также изделий из них) Минсредмаша СССР (1955—1986). Генерал-майор (9.07.1945). Герой Социалистического Труда (7.03.1962). Лауреат Ленинской (1960), Сталинской (1951) и Государственной (1982) премий.

## Биография
Родился 1 сентября 1911 года в селе Сильковичи (ныне — Барятинского района Калужской области) в семье служащего. С 1929 года по окончании средней школы работал рабочим на Шлиссельбургском заводе.
С 1930 по 1934 год работал слесарем-лекальщиком, а затем конструктором по инструменту на заводе «Прогресс», в городе Ленинграде.
С 1931 года обучался на вечернем, а с 1934 по 1936 гг. на дневном отделении Военно-механического института.
В 1936 году после окончания Ленинградского военно-механического института работал в Ленинграде на заводе № 174.
В 1938 году по партийной мобилизации был направлен в Центральную школу НКВД СССР, по окончании которой до 1943 года работал в городе Москве оперуполномоченным и начальником отдела НКВД СССР.
С 1943 по 1946 годы назначен начальником Управления НКВД Горьковской области. В 1945 году ему было присвоено звание генерал-майора.
С 1946 по 1949 годы Зверев был назначен заместителем начальника 9-го Управления МВД СССР, организовывал и курировал работу немецких специалистов в созданных лабораториях «А» и «Г» в городе Сухуми, Лаборатории «Б» в посёлке Сунгуль и Лаборатории «В» в Обнинске.
С 1949 по 1953 гг. был заместителем и начальником управления в Первом Главном управлении при Совете Министров СССР.
С 1953 по 1986 год работал начальником Четвёртого Главного управления МСМ СССР
В 1962 году Звереву А. Д. «За заслуги перед атомной отраслью» присвоено звание Героя Социалистического Труда с вручением ордена Ленина и золотой медали «Серп и Молот».
15 апреля 1986 года Зверев умер на рабочем месте, похоронен на Кунцевском кладбище.

## Награды
- Звание Героя Социалистического Труда с Золотой медалью Серп и Молот (7.03.1962).
- Шесть орденов Ленина (29.10.1949, 26.10.1953, 4.01.1954, 11.11.1956, 7.03.1962, 30.07.1985);
- Орден Октябрьской Революции (27.09.1976);
- Орден Красного Знамени (20.09.1943);
- Три орденами Трудового Красного Знамени (24.11.1942, 13.12.1944, 24.12.1970);
- Орден Красной Звезды (26.10.1953);
- Медали СССР;
- Знак «Заслуженный работник НКВД» (4.02.1942);
- Лауреат Ленинской премии (1960);
- Лауреат Сталинской премии (1951);
- Лауреат Государственной премии СССР (1982).